# Дамьянац, Никола
Никола Дамьянац (серб. Никола Дамјанац; род. 21 октября 1971 года) — югославский и боснийский футболист, вратарь, ныне футбольный агент.

## Карьера
Дамьянац начал играть в футбол в клубе «Вележ» из Мостара, после чего присоединился к белградскому «Партизану». В сезоне 1993/1994 он был отдан в аренду ОФК, прежде чем вернуться в состав Партизана. Летом 1997 года Дамьянац переехал в Нидерланды и подписал контракт с «Родой». Уже в следующем году он вернулся в «Партизан». Летом 2000 года вратарь снова уехал за границу и присоединился к турецкому «Антальяспору». Он покинул Турцию после одного сезона и переехал в бразильский клуб «Флуминенсе», вместе с Миодрагом Анджелковичем. Не сумев закрепиться в новом клубе, Дамьянац вернулся на родину, но не в «Партизан», а в ОФК. Летом 2002 года он попробовал себя в российском чемпионате и сыграл 2 матча за «Сатурн-REN TV», после чего вновь вернулся в ОФК в сезоне 2004/2005.
После окончания игровой карьеры Дамьянац в 2005 году стал спортивным агентом и совладельцем агентства «Lian Sports».

## Международная карьера
В 1991 году Дамьянац сыграл один матч за молодежную команду Югославии в рамках отбора к молодёжному чемпионату мира 1992 года.

## Достижения
Партизан:
- Чемпион Югославии 1992-93, 1995-96, 1996-97, 1998-99